# Pałac w Chołoniowie

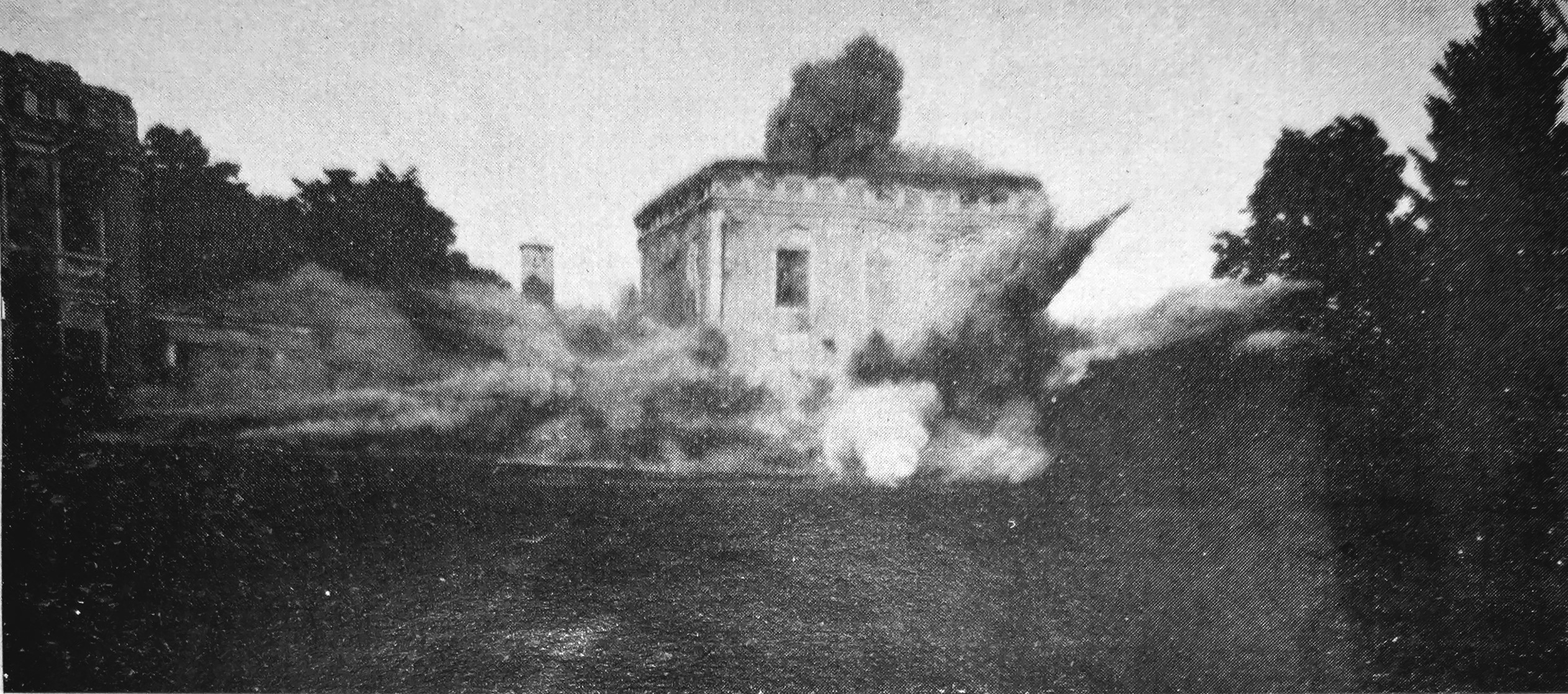
Wiosną 1918 pałac został wysadzony w powietrze.

Pałac w Chołoniowie – rezydencja Chołoniewskich w Chołoniowie na Ukrainie.
Pałac został wybudowany w drugiej połowie XVIII w., w czasach króla Polski Stanisława Augusta Poniatowskiego w  stylu wczesnoklasycystycznym z elementami baroku przez Chołoniewskich. 
Obiekt z bocznymi pawilonami został odbudowany w 1870 roku po pożarze. Na początku XX w. własność hrabiego Zygmunta Krasickiego. Piętrowy pałac został zrównany z ziemią  przez żołnierzy niemieckich i austriackich. Pałac otaczał park krajobrazowy, przekomponowany na początku XIX w. przez ogrodnika Dionizego Miklera, twórcę parków i ogrodów na Wołyniu i Podolu.